# Becadell de Madagascar
El becadell de Madagascar (Gallinago macrodactyla) és una espècie d'ocell de la família dels escolopàcids (Scolopacidae) que habita els pantans de les terres baixes de Madagascar.